# Skalarprozessor
Als Skalarprozessoren bezeichnet man eine Architekturklasse der Mikroprozessoren. Ein Skalarprozessor verarbeitet eine Information (z. B. eine ganze Zahl, eine Gleitkommazahl oder einen Opcode) pro Taktzyklus Dies wird meist durch eine Pipeline-Architektur ermöglicht.
Skalare Prozessorarchitekturen sind klassischen überlegen, welche die Befehle sequentiell ausführen. Für skalare Prozessorarchitekturen sind hinreichend einfache Befehlssätze notwendig, etwa RISC, damit die Befehle, von Ausnahmen abgesehen, innerhalb eines Taktzyklus abgearbeitet werden können (im Gegensatz zu CISC-Befehlssätzen, deren Befehle unterschiedliche Ausführungszeiten besitzen).
Ist eine Architektur fähig, pro Takt mehr als einen Befehl zu beenden, so nennt man sie superskalar.